# 名古屋市道東海橋線

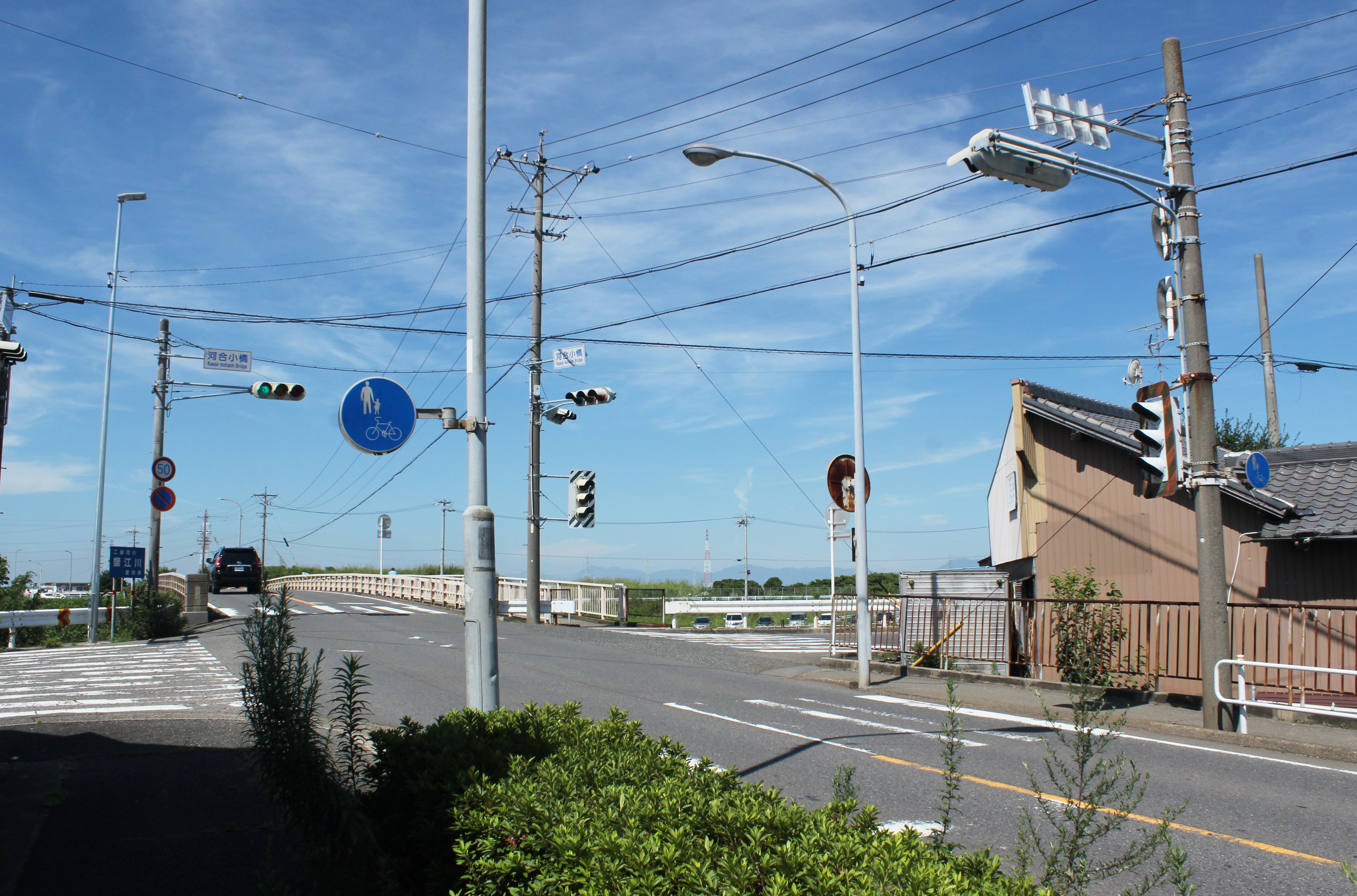
東海通起点の河合小橋交差点（海部郡蟹江町と名古屋市港区との境）

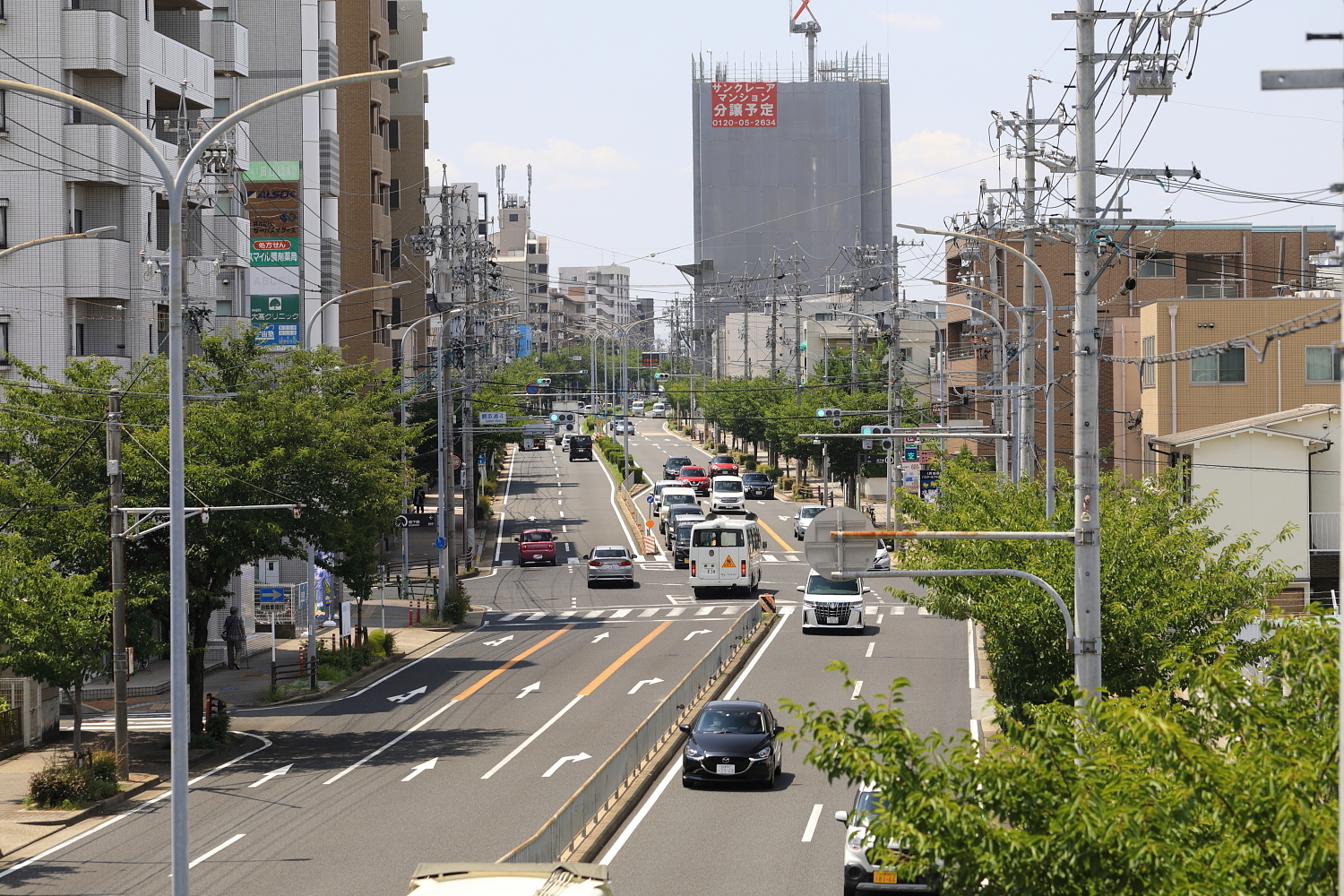
鯛取通付近（名古屋市南区）

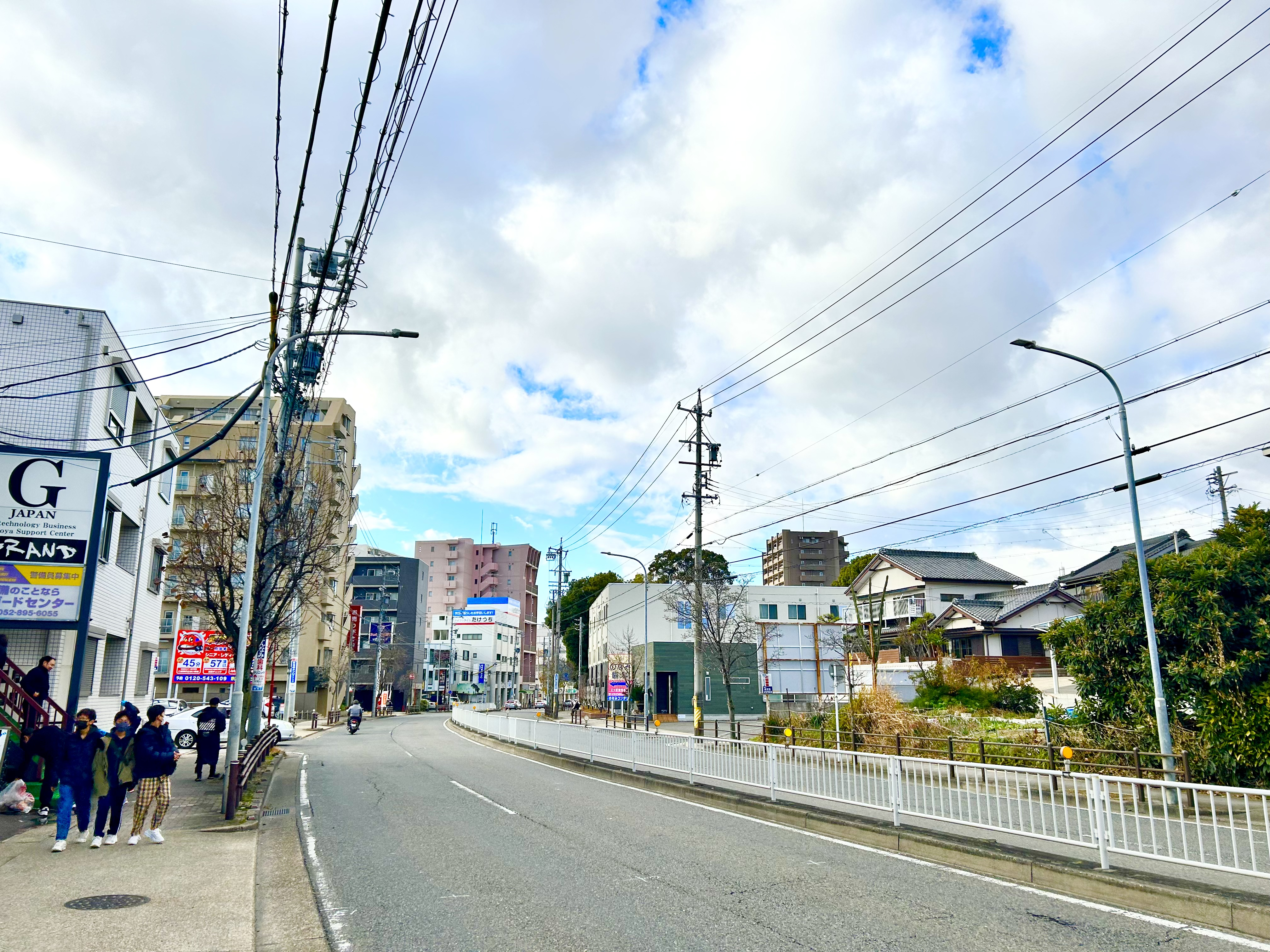
天白区野並三丁目の東海通

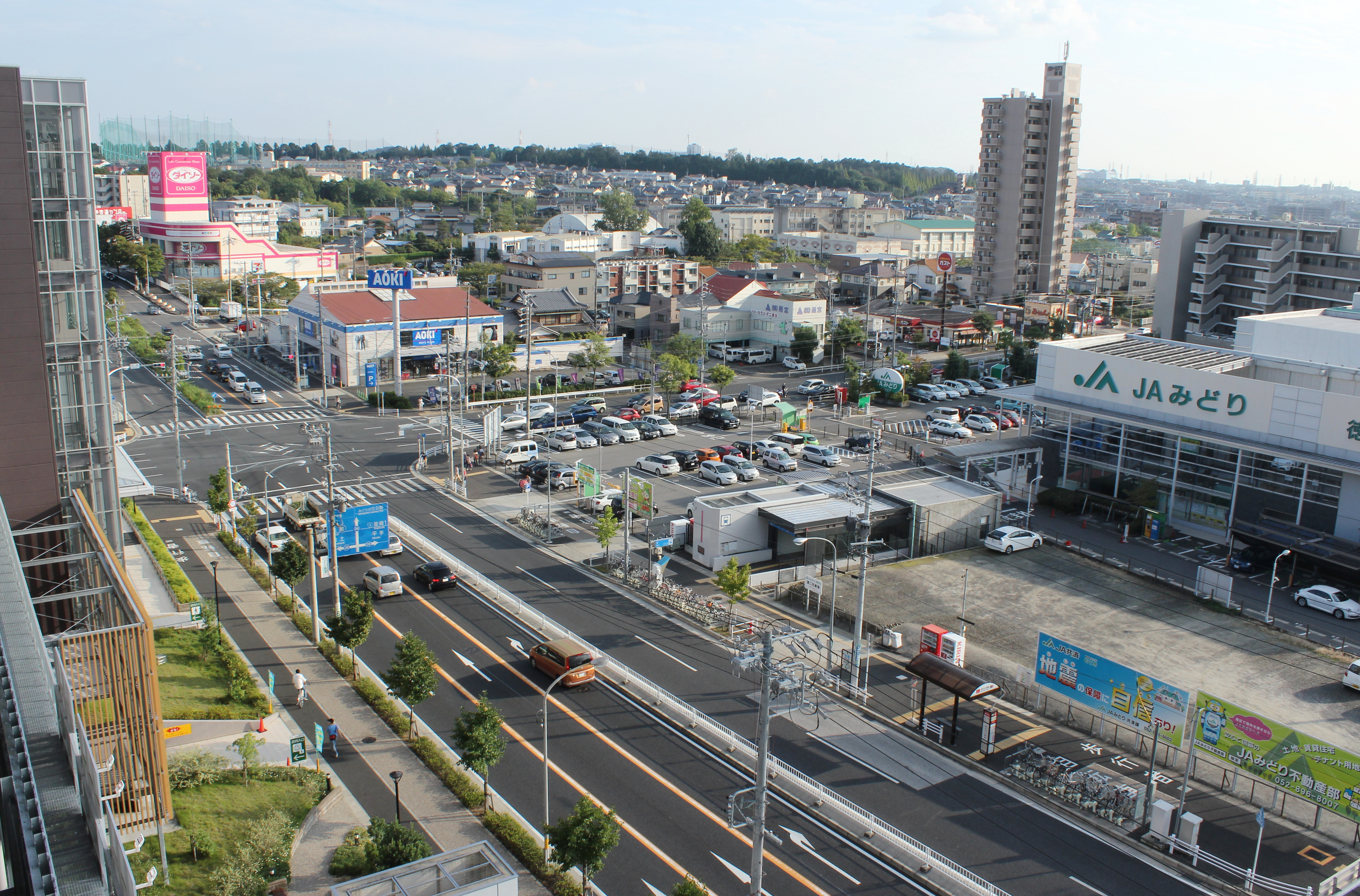
東海通終点の徳重交差点（手前道路が東海通、直交する道路は愛知県道36号）

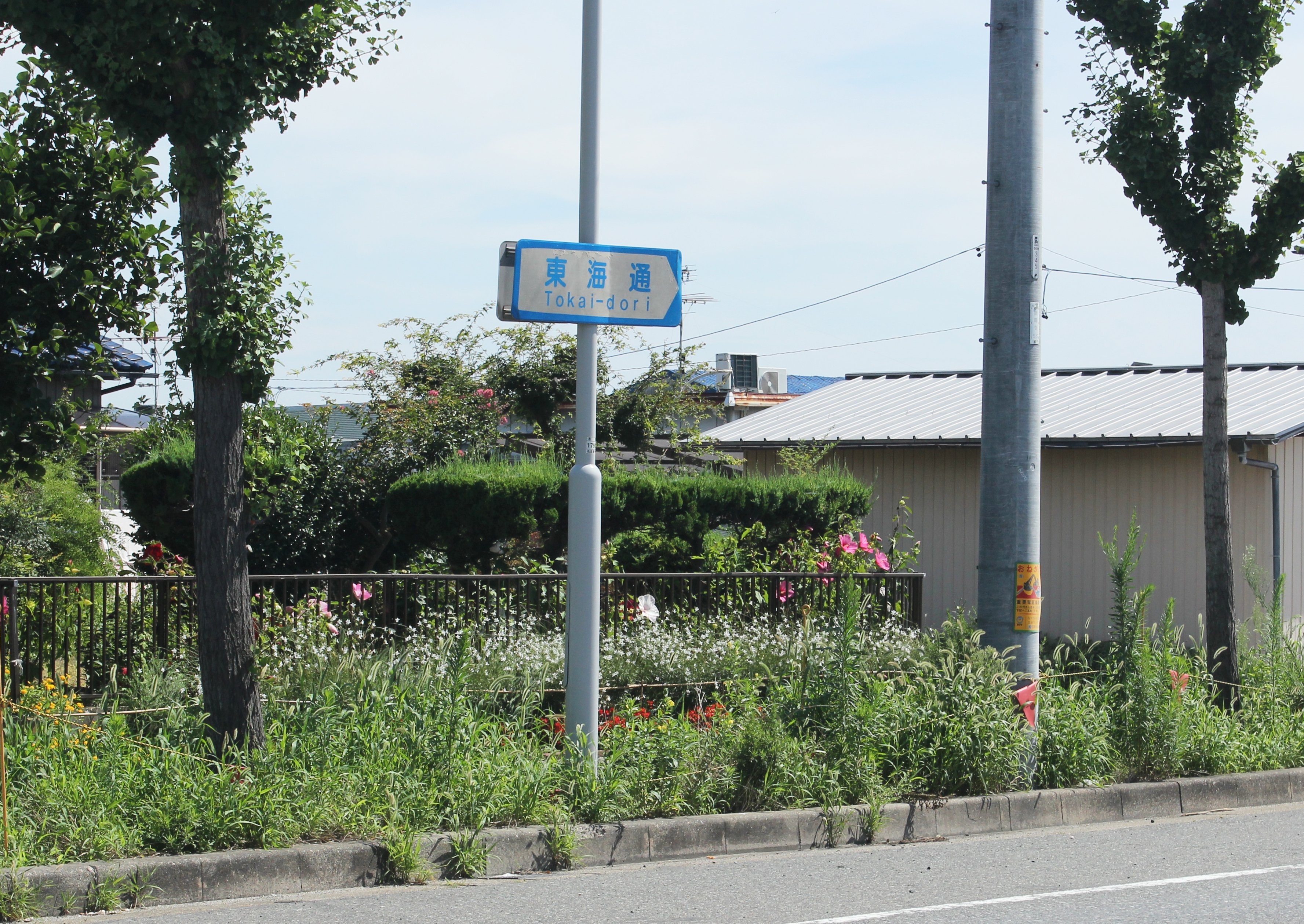
東海通起点の道路の通称名の案内標識

名古屋市道東海橋線（なごやしどうとうかいばしせん）は、愛知県海部郡蟹江町の河合小橋交差点からほぼ真東へ向かい名古屋市緑区の徳重交差点までを結ぶ、主要地方道たる名古屋市の市道である。

## 概要
堀川をまたぐ紀左ヱ門橋の西、千年交差点から新川をまたぐ日の出橋の西、日の出橋西交差点までの間は、1872年（明治5年）から1934年（昭和9年）まで国道・東海道として使用されていたルートである。全線にわたって東海通の通称名がある。
主要地方道に指定されており、ほぼ全線が4車線化されている。但し天白区内の一部交差点では、車道幅をさほど変えずに右折レーンや右折スペースを設けたため車線幅が狭くなった箇所があり注意を要する。
道路名になっている東海橋は、中川運河に架かる橋の名称である。
東海通の名は、名古屋市土木局が1984年（昭和59年）に行政上の道路名とは別の名称を付与することを企図し、市民に名付け親になってもらうべく公募して付けられたものである。公募の結果、応募数で多数を占めた「東海通」が選出、採用された。

## 区間
愛称としての「東海通」区間
- 起点：海部郡蟹江町大字蟹江本町/名古屋市港区六軒家（河合小橋交差点）
- 終点：名古屋市緑区乗鞍2丁目（徳重交差点）
- 距離：約19.5㎞

「名古屋市道東海橋線」認定区間
- 起点：名古屋市港区当知4丁目（明徳橋東詰）
- 終点：名古屋市緑区黒沢台4丁目/乗鞍1丁目（黒沢台4丁目交差点）
- 距離：約14.5㎞

## 経由する名古屋市内の区
港区 - 南区 - 天白区 - 緑区
- 日の出橋と明徳橋の間で中川区下之一色町を通過するほか、東海通3丁目東交差点 - 千年交差点の北側が熱田区に接する。

## 主な接続路線
- 愛知県道70号名古屋十四山線（河合小橋交差点：当線起点 - 明徳橋東詰で重複）
- 愛知県道59号名古屋中環状線（日の出橋西交差点 - 当知1丁目交差点で重複）
- 名古屋市道名古屋環状線（競馬場前交差点）
- 名古屋市道江川線（東海通交差点）
- 国道154号（千年交差点）
- 愛知県道225号名古屋東港線（明治1丁目交差点、オーバーパス有り）
- 国道247号（氷室交差点）
- 国道1号（千竃通1丁目交差点）
- 愛知県道222号緑瑞穂線（旧東海道）（薬師通1丁目交差点）
- 名古屋市道名古屋環状線（桜本町1丁目交差点）
- 愛知県道59号名古屋中環状線（野並交差点）
- 国道302号（名古屋環状2号線）（黒沢台4丁目交差点）
- 愛知県道36号諸輪名古屋線（徳重交差点）
- 愛知県道56号名古屋岡崎線バイパス（黒沢台4丁目交差点：県道56号別ルート(バイパス)起点 - 徳重交差点で重複）

## 一部地域における地名・通り名
- 川西通（港区）：港北駅、土古交差点付近
- 東海通（港区）：東海通駅、東海通交差点
- 薬師通（南区）：国道1号（千竈通）より東側
- 鯛取通（南区）：鶴里駅付近

## 沿線にある駅
名古屋臨海高速鉄道
■あおなみ線：港北駅
名古屋鉄道（名鉄）
■ 名古屋本線：桜駅
名古屋市営地下鉄
〓 名港線：東海通駅
■ 桜通線：鶴里駅・野並駅・鳴子北駅・相生山駅・神沢駅・徳重駅
※ 他に、駅は無いが港区内でJR貨物・名古屋港線（JR貨物）の踏切を渡る。

## 沿線周辺
- 福田川（新西福橋）
- 戸田川（新東福橋）
- 戸田川緑地
- 愛知県立南陽高等学校
- イオン南陽店
- イオンモール名古屋茶屋
- 新川（日之出橋）
- 庄内川（明徳橋）
- 愛知県立惟信高等学校
- ポートウォークみなと
- 荒子川（柳瀬橋）
- 名古屋出入国在留管理局
- サンアール名古屋（旧名古屋競馬場）
- 名古屋掖済会病院
- 中川運河（東海橋）
- ケーズデンキ名古屋みなと店
- MEGAドン・キホーテUNY東海通店
- 中部労災病院
- UACJ名古屋製造所
- 堀川（紀左衛門橋）
- 中京病院
- アピタ名古屋南店
- 山崎川（祐竹橋）
- イオンモール新瑞橋
- 名古屋市立桜台高等学校
- 天白川（野並橋）
- 名古屋市立若宮商業高等学校
- 鳴子団地
- 豊田工業大学
- 西友鳴海店
- 相生山
- ユメリア徳重（緑区役所徳重支所）
- ヒルズウォーク徳重ガーデンズ